# Saxifraga atuntsiensis
Saxifraga atuntsiensis là một loài thực vật có hoa trong họ Saxifragaceae. Loài này được W.W. Sm. miêu tả khoa học đầu tiên năm 1913.